# Paléozoïque
Stratigraphie
Néoprotérozoïque Mésozoïque
Protérozoïque
Paléogéographie et climat
Faune et flore
Le Paléozoïque est une ère géologique qui s'étend de −538,8 à −252,2 Ma. Anciennement appelée Ère Primaire ou Ère des Poissons, elle est la première ère du Phanérozoïque.
Son début correspond classiquement à l'apparition de nombreux animaux à coquilles dures, bien que l'on sache maintenant qu'il en existe depuis l'Édiacarien, dernier système du Néoprotérozoïque (l'ère précédant le Paléozoïque). Il s'achève par l'extinction Permien-Trias au cours de laquelle près de 95% de la faune marine et de 70% des vertébrés terrestres auraient disparu.

## Étymologie
Le terme Paléozoïque est composé des mots grecs παλαιός / palaiós, « ancien », et ζωή / zôế , « vie ». Le Paléozoïque correspond littéralement aux « anciennes formes de vie ». Il est mentionné pour la première fois par Adam Sedgwick en 1838 dans son travail de description des unités géologiques surmontées par le « Old Red sandstone » (Dévonien) en Angleterre.

## Subdivisions
Le Paléozoïque, d'une durée totale de 288,8 millions d'années, se décompose en 6 périodes,, :
| - Cambrien :    | −538,8 à −485,4 Ma ; |
| - Ordovicien :  | −485,4 à −443,4 Ma ; |
| - Silurien :    | −443,4 à −419,2 Ma ; |
| - Dévonien :    | −419,2 à −358,9 Ma ; |
| - Carbonifère : | −358,9 à −298,9 Ma ; |
| - Permien :     | −298,9 à −252,2 Ma.  |

Cette séquence peut être retenue facilement par la phrase ci-après donnant les premières syllabes des périodes, de la plus ancienne à la plus récente: « le Cahors il décape ! » CAmbrien ORdovicien SILurien DÉvonien CArbonifère PErmien (Le Cahors est un vin français généralement tannique et laissant la bouche râpeuse, « décapée »)
Le Paléozoïque est aussi découpé en trois « sous-ères » : le Paléozoïque inférieur (Cambrien et Ordovicien), le Paléozoïque moyen (Silurien et Dévonien) et le Paléozoïque supérieur (Carbonifère et Permien).

## Paléogéographie
Le Paléozoïque démarre peu après la fragmentation du supercontinent Rodinia en au moins huit masses continentales. Au cours de cette ère ces continents se rassemblent à nouveau pour former la Pangée.

## Biocénoses
Au début de cette ère, les formes de vie se limitent à des bactéries, des algues, des éponges et différentes formes encore mal connues apparues durant l'Édiacarien. La diversité et le nombre d'organismes explosent durant le Cambrien. On pense que les premiers organismes terrestres apparaissent durant le Paléozoïque mais ce phénomène reste mineur avant le Silurien et le Dévonien. Bien que des vertébrés primitifs soient présents dès le début de cette ère, les invertébrés restent dominants jusqu'au milieu du Paléozoïque. La population de poissons explose durant le Dévonien. Pendant la seconde moitié de cette ère et particulièrement au Carbonifère, de grandes forêts de plantes primitives forment ce qui deviendra des couches de charbon. À la fin du Paléozoïque, les premiers reptiles sophistiqués et les premières plantes modernes (conifères) se sont développés.